# Hans-Jürgen Dollheiser
Hans-Jürgen Dollheiser, né le 29 septembre 1928 à Duisbourg et mort le 27 août 1995 à Starnberg, est un joueur allemand de hockey sur gazon.

## Carrière
Hans-Jürgen Dollheiser évolue au Club Raffelberg Duisbourg avec lequel il remporte le Championnat d'Allemagne de l'Ouest en 1951 et en 1953, avec son frère Hugo Dollheiser. Les deux frères jouent ensuite pour le Preußen Duisbourg. 
Hans-Jürgen Dollheiser compte 18 sélections en équipe nationale de 1951 à 1964. Il est quart-de-finaliste des Jeux olympiques d'été de 1952 et vainqueur du Championnat d'Europe (non-officiel) de 1954.